# Louis de Thomassin
Pour les articles homonymes, voir Thomassin.
Louis de Thomassin, né à Aix-en-Provence en 1637 et mort à Lurs en 1718, est homme d'Église français des XVIIe et XVIIIe siècles. Il est successivement évêque de Vence, puis évêque de Sisteron.

## Biographie
Louis de Thomassin est issu de la famille des Thomassin de Saint-Paul. Il est le fils de François de Thomassin, seigneur de Saint-Paul-lès-Durance (1610-1671), et le frère de Jean-Baptiste de Thomassin (1634-1703), conseiller puis président à mortier au Parlement de Provence, seigneur de Saint-Paul-lès-Durance et de Rognac (Bouches-du-Rhône).
Il devient coadjuteur de l'évêque de Vence le 22 avril 1671 et il est confirmé le 14 décembre lorsque le même jour il est nommé évêque titulaire de Rhodiapolis (de) et consacré comme tel le 21 février 1672 par Jacques Adhémar de Monteil de Grignan évêque d'Uzès.
Il devient évêque de Vence le 17 avril 1672, et le reste jusqu’en 1682, année où il devient évêque de Sisteron. L’auteur du Gallia Christiana en 1715 écrivit à son propos : « ce prélat est le plus bel ornement de son église, où il vit avec une admirable piété, et prêche la parole de Dieu avec une grande éloquence ». En 1718, alors qu’il se trouve sur la terrasse du château de Lurs, un vieux mur s’effondre sur lui. L’accident lui est fatal et son corps est transporté à Sisteron, où il est inhumé dans la cathédrale. L’homme ayant la réputation d’être avare, une épitaphe, écrite sur des papiers, circule très vite dans la ville de Sisteron. Son texte disait :
Ci-gît Monsieur de Thomassin

qui de la mort se voyant proche

se précipita d’une roche

pour épargner le médecin.